# Jean Cocteau
Jean Cocteau, född 5 juli 1889 i Maisons-Laffitte, Yvelines, död 11 oktober 1963 i Milly-la-Forêt, Essonne, var en fransk författare, poet, dramatiker, konstnär och filmskapare.

## Biografi
Cocteau var en mycket mångsidig konstnär som har gett upphov till några av dadaismens, och i viss mån även surrealismens, mest betydelsefulla verk. Dessa konstformer försökte han uttrycka bland annat på film, till exempel Le Sang d'un Poète (1930).
Cocteau debuterade 1909 som poet och 1917 som dramatiker. Han kom under mellankrigstiden att spela en betydande roll i Frankrikes konst- och kulturliv. Ett av hans mest kända verk är romanen Les enfants terribles (De förskräckliga barnen) från 1929. Bland hans pjäser kan Vanartiga föräldrar och Idolerna nämnas, samt kvinnomonologen Vox humana (Den mänskliga rösten) från 1930, som i Sverige framförts av bland andra Inga Tidblad och blivit TV-film med Ingrid Bergman.
Filmen Orphée (1950) blev en stor framgång och fick stor betydelse för Ingmar Bergman som beskrev den som "en av de vackraste franska filmerna som någonsin gjorts".
Han samarbetade bland annat med Erik Satie, Pablo Picasso och Ryska baletten i Parade (1917), med Les Six och Svenska baletten i Les Mariés de la tour Eiffel (1924) och med Igor Stravinsky i Oedipus Rex (1927). Han skrev essäer som den kritiska programskriften Le coq et l'arlequin (1918).
Jean Cocteau var även verksam som bildkonstnär. 1957 utsmyckade han kapellet Chapelle Saint-Pierre i Villefranche-sur-Mer med väggmålningar.
1955 blev han ledamot av Franska akademien.
Jean Cocteau var öppet homosexuell och författare till den homoerotiska och självbiografiska romanen Le Livre blanc (1928). Ofta är hans verk, antingen litterära (De förskräckliga barnen), grafiska (erotiska teckningar, bokillustrationer, målningar) eller filmografiska (En poets blod, Orphée, Flickan och odjuret), genomsyrade av homosexuella undertoner, homoerotiska bilder och symbolik. Han var ihop med Raymond Radiguet några år. Cocteau hade en kortare relation med Panama Al Brown och de var en del av Paris gayscen på 1920-talet. Cocteaus hade senare ett långt förhållande med franska skådespelaren Jean Marais och de blev ett av de första moderna gayparen.

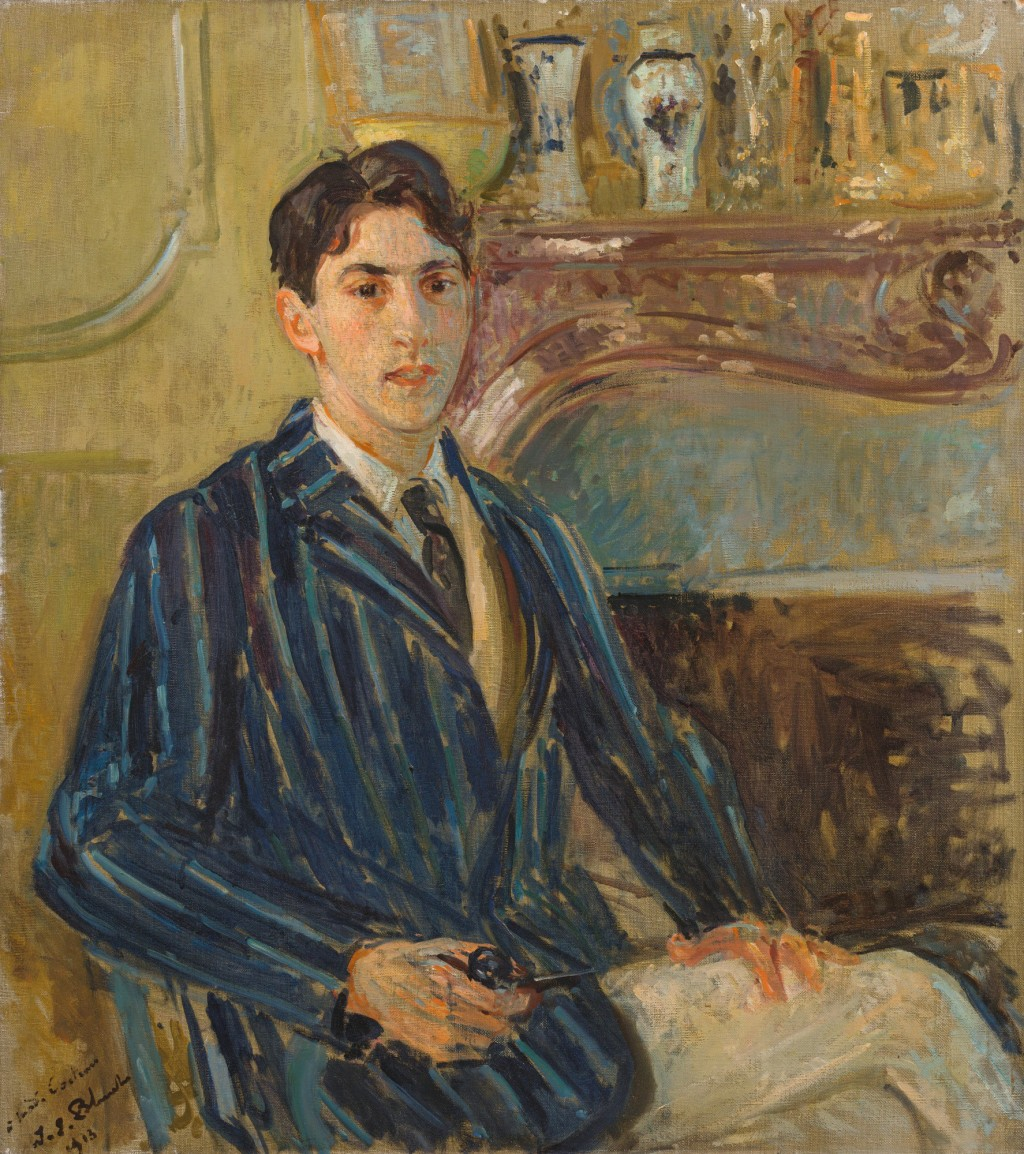
Porträtt av Jean Cocteau av Jacques Émile Blanche
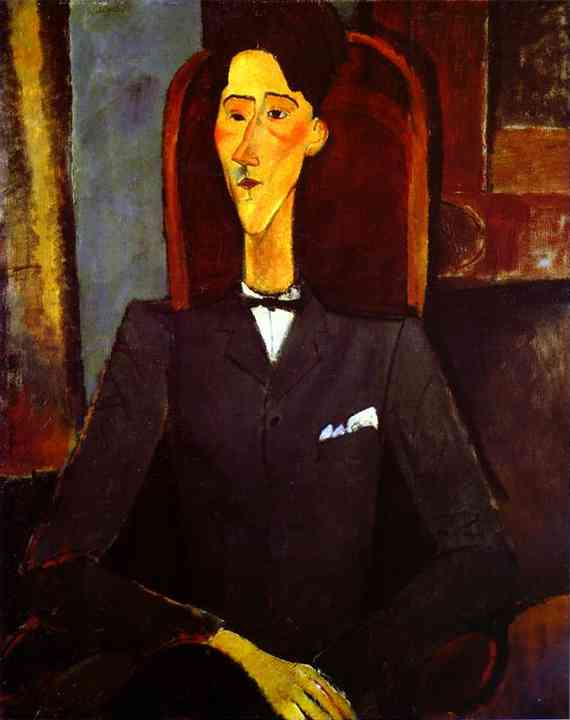
Jean Cocteau, porträtterad av Amedeo Modigliani

## Filmer
- 1930 – En poets blod
- 1943 – Under eviga stjärnor (endast manus)
- 1946 – Flickan och odjuret
- 1948 – Dubbelörnen
- 1948 – Vanartiga föräldrar
- 1950 – Orphée
- 1952 – La Villa Santo-Sospir
- 1957 – 8 X 8: A Chess Sonata in 8 Movement
- 1960 – Orfeus testamente